# صموئيل لوغان
صموئيل لوغان (بالإنجليزية: Samuel Logan)‏ هو صحفي أمريكي، ولد في 9 أبريل 1976.